# Hôtel d'Albret (Paris)
Pour les articles homonymes, voir Hôtel d'Albret (Fontainebleau) et Albret.
L'hôtel d’Albret ou hôtel Jeanne d’Albret est un hôtel particulier  situé 29bis et 31 rue des Francs-Bourgeois dans le 4e arrondissement de Paris classé Monument historique en 1889 qui abrite la Direction des Affaires culturelles de la Ville de Paris.

## Histoire
Pierre Le Jay, Trésorier de l’extraordinaire du roi, édifie en 1545 sa demeure sur 5 parcelles du lotissement de la Culture Sainte-Catherine.
L’hôtel est successivement la propriété, 
- en 1563, du Connétable Anne de Montmorency puis de son fils Guillaume,
- en 1586, de Marion Bandini, riche banquier italien, qui fait construire le bâtiment entre cour et jardin,
- en 1601, du financier Pierre Le Charron qui l’étend sur la ruelle de la Lamproie supprimée qui aboutissait à l’extrémité occidentale de l’hôtel en longeant l’enceinte de Philippe Auguste et par l’achat de maisons et jardins voisins,
- en 1630, de Gabriel de Guénégaud du Plessis puis de son fils Henri de Guénégaud qui font bâtir l’aile gauche sur jardin et l’aile droite sur cour sous la direction de Mansart. Guénégaud agrandit le jardin jusqu’au mur de Philippe Auguste et la tour encore existante. Cette tour est transformée en salle à manger d’été puis en chapelle en 1678.
- en 1654, de César-Phoebus d’Albret, Maréchal de France, beau-frère de Guénégaud
- en 1678, de Jean-Baptiste Brunet de Chailly
- en 1703, de son fils Pierre Brunet,
- en 1740, du neveu de celui-ci, Jean-Baptiste-Charles du Tillet, (1687-1744) marquis de Villarceaux , Président au Parlement de Paris, qui fait rebâtir l'aile donnant sur la rue par les architectes Jean-Baptiste Vautrain et Jean-Baptiste Courtronne Le Jeune[2].

Au XIXe siècle et jusqu'au début des années 1970, l’hôtel est utilisé pour des activités commerciales et artisanales dont la lustrerie Baguès, la cartonnerie Guillet-Audibert, ou la lustrerie Robert Redon qui ajoute une galerie d’exposition dans le jardin. Le jardin étant réduit de plus de sa moitié, la tour de Philippe-Auguste est en dehors de l’hôtel.
L’hôtel  acheté en 1975 par la Ville de Paris et restauré en 1989 est le siège de la  Direction des Affaires culturelles depuis 1989.

## Description
L’immeuble sur rue est de style rocaille. Son portail est surmonté d’une cartouche ornée d’une tête d’animal ailé entouré de guirlandes de fleurs.
Le corps de logis principal a été remanié vers 1680-1700 mais a gardé de la Renaissance son comble en ardoise et des lucarnes cintrées bordées de pilastres.
Le balcon sur rue rehaussé de dorures est l'œuvre du serrurier Hallé.
Le portail est surmonté d'une cartouche ornée d'une tête d'animal ailé, difficilement identifiable, entourée de guirlandes de fleurs.
La porte cintrée, œuvre de Jean-Baptiste Martin le Jeune est percée d'un oculus sous lequel est sculpté Hercule coiffé de la peau du lion de Némée
.

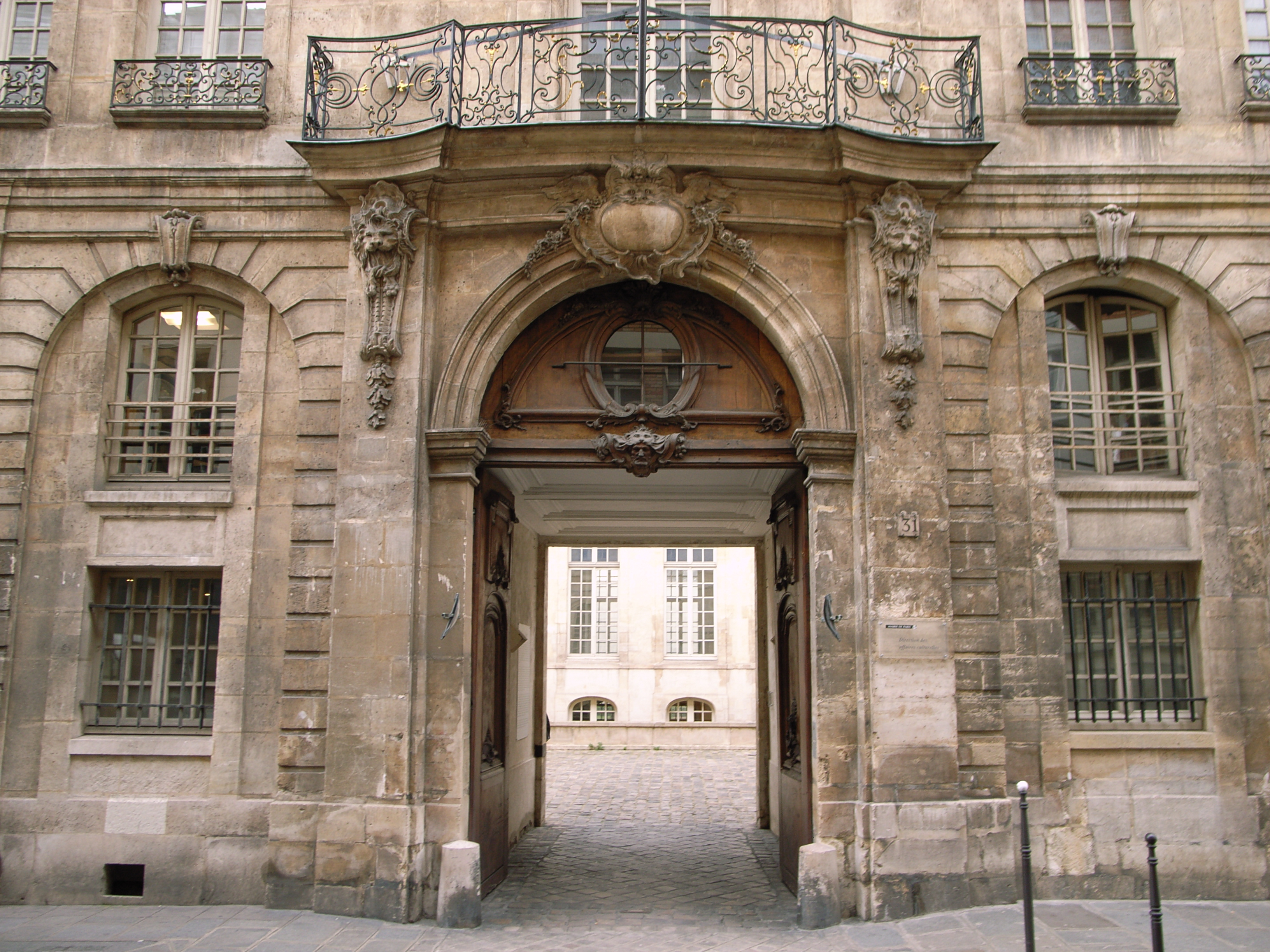
Portail sur rue.
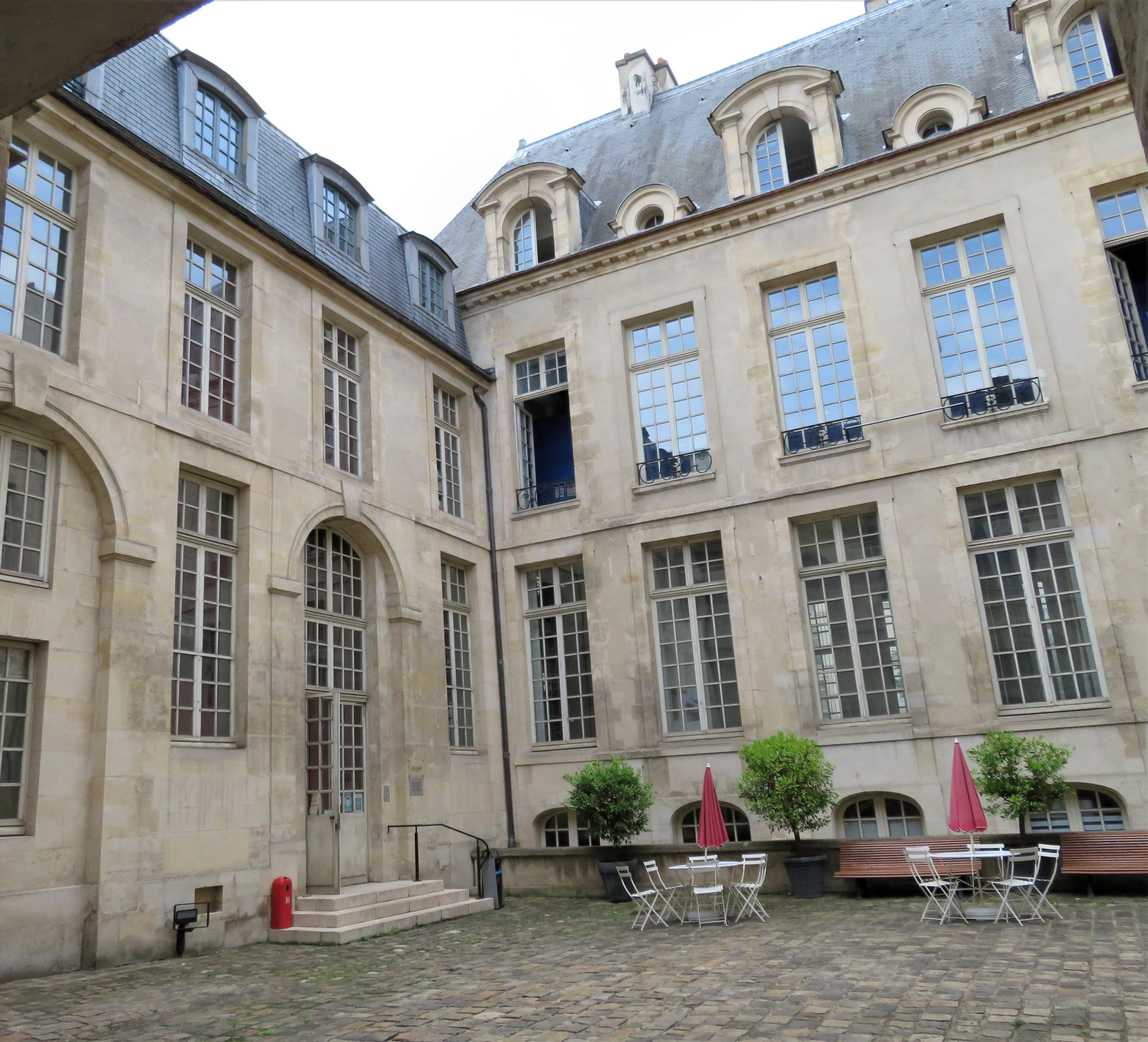
Aile gauche et corps de logis entre cour et jardin.
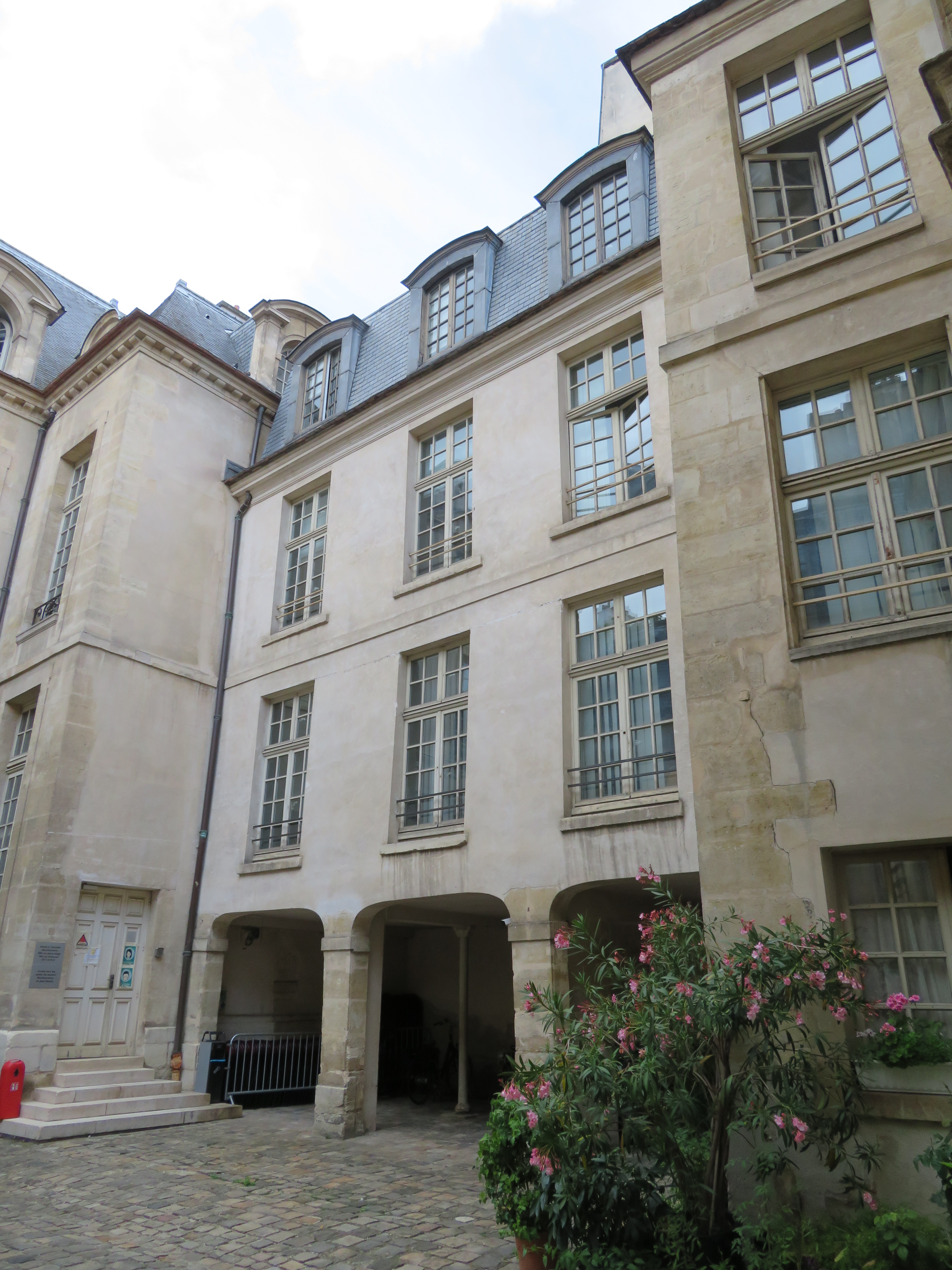
Aile droite sur cour.